# رالف أوتو
رالف أوتو (بالألمانية: Ralf Otto)‏ هو موزع ألماني، ولد في 1956 في كاسل في ألمانيا.

## وصلات خارجية
- رالف أوتو على موقع ميوزك برينز (الإنجليزية)